# Schuhputzer

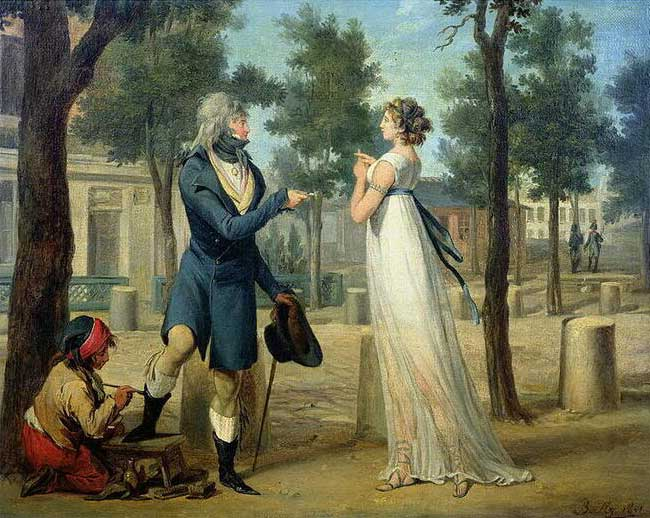
Point de Convention, Gemälde von
Louis-Léopold Boilly (ca. 1797)

Ein Schuhputzer ist ein Dienstleister, der  Schuhe putzt. Zu Pflege der Schuhe gehört insbesondere die Reinigung und die Politur mit Schuhcreme und Wachs. Diese Tätigkeit wurde früher vorwiegend auf der Straße ausgeführt. Heutzutage sind Schuhputzer immer öfter in Gebäuden tätig, wie etwa bei Messen, Geschäftseröffnungen oder sie haben eine eigene Werkstatt.

## Geschichte

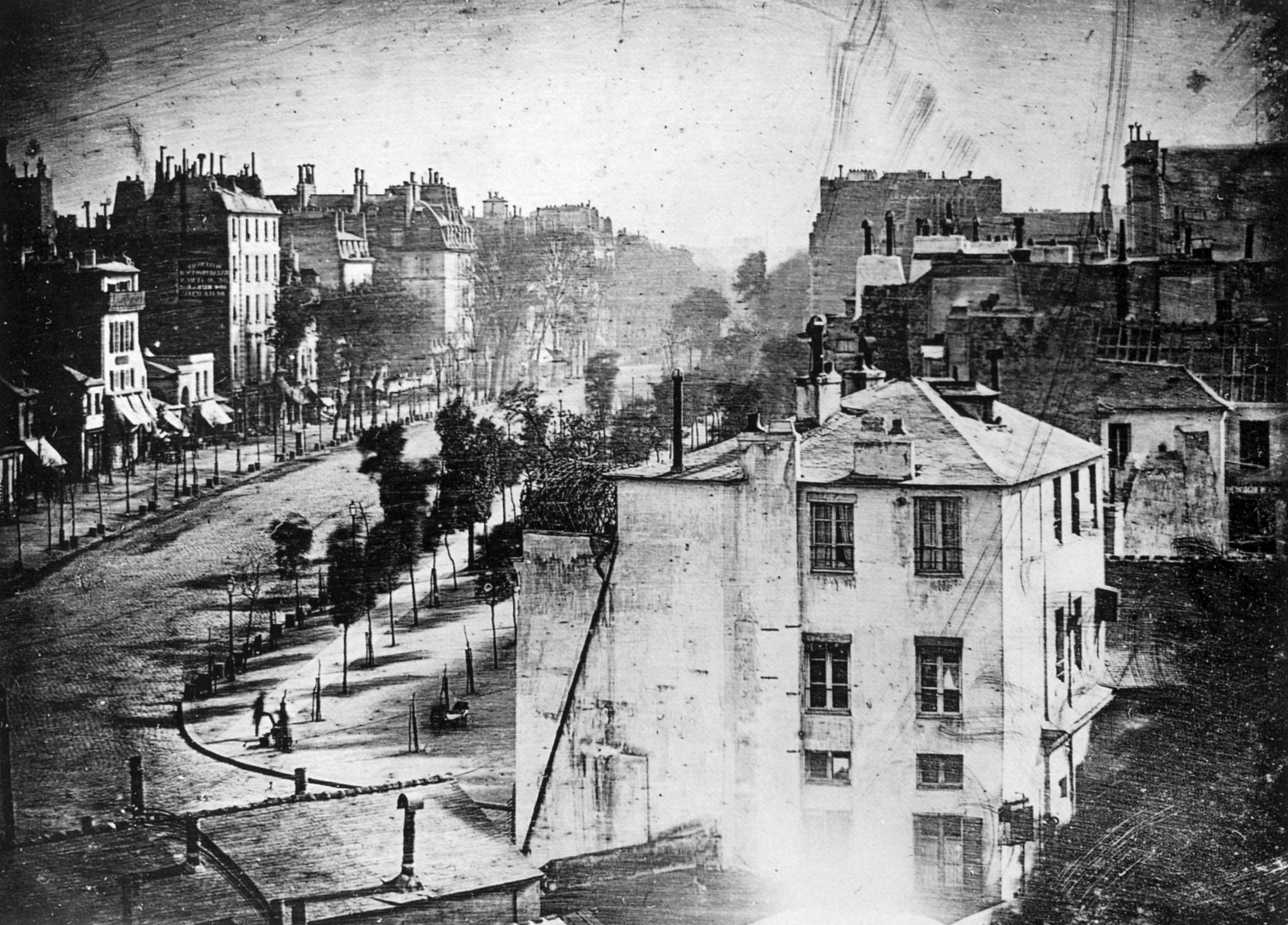
Pariser Straßenansicht, Daguerreotypie von Louis Daguerre, 1838; diese Aufnahme gilt als das älteste Foto, auf dem Menschen abgebildet sind (Schuhputzer und Kunde an der Straßenecke unten links)

Während die Tätigkeit bis in die 1920er und 1930er Jahre auch in Mitteleuropa weit verbreitet war, wird sie heute eher auf Messen und anderen Events eingesetzt. Der Europäische Verband der Schuhputzer (European Shoe Shine Association) schätzt die Anzahl von Schuhputzern, die auf hohem Niveau ihrer Arbeit nachgehen, auf 80 bis 120 Personen in der EU. In asiatischen Ländern wie z. B. Indien ist die Tätigkeit hingegen auch heute noch verbreitet und tritt unter anderem als Kinderarbeit auf.
Die Tätigkeit der Schuhputzer wird oft mit dem Einsatz von Schuhputzmaschinen verglichen. Diese Geräte nehmen jedoch keine Rücksicht auf die Besonderheiten des jeweiligen Schuhwerks.

## Soziales
Vergleichbar der Arbeit eines Friseurs hat die Arbeit eines Schuhputzers auch eine soziale Funktion der Kommunikation.
Die Ausübung der Arbeit unter Zwang hat nur zum Schein den Zweck einer Schuhpflege und dient der Demütigung, verstärkt durch die gebeugte Haltung während der Arbeit. Beispiele finden sich aus dem Zweiten Weltkrieg etwa in Konzentrationslagern oder aus besetzten Ländern.

## Trivia
Als Julius Hart in einer Kritik des Stücks Die Jüdin von Toledo am Berliner Lessingtheater die Schauspieler Schuhputzer nannte, wurde er von diesen wegen Beleidigung verklagt.

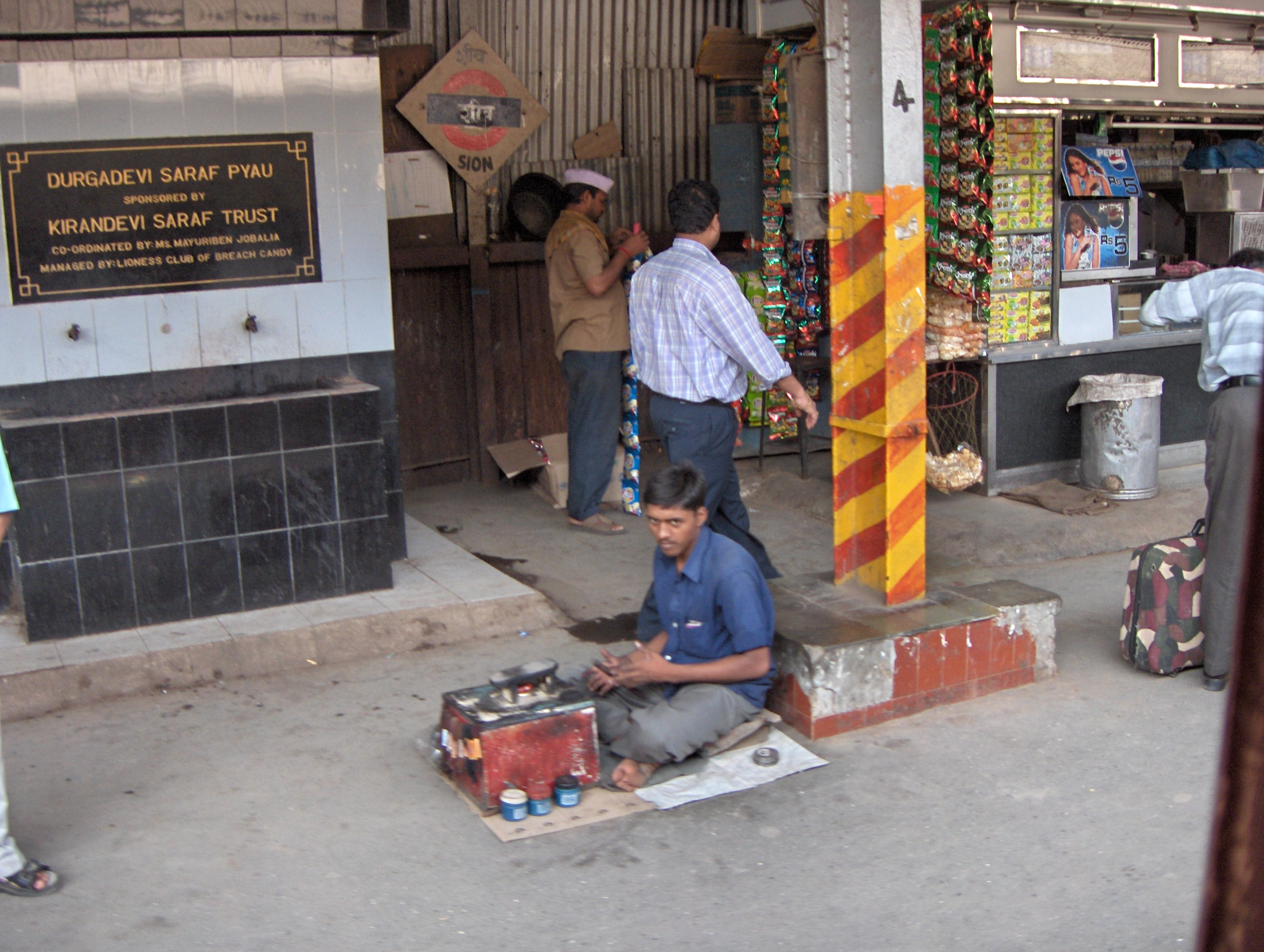
Schuhputzer in Mumbai, Indien (2005)
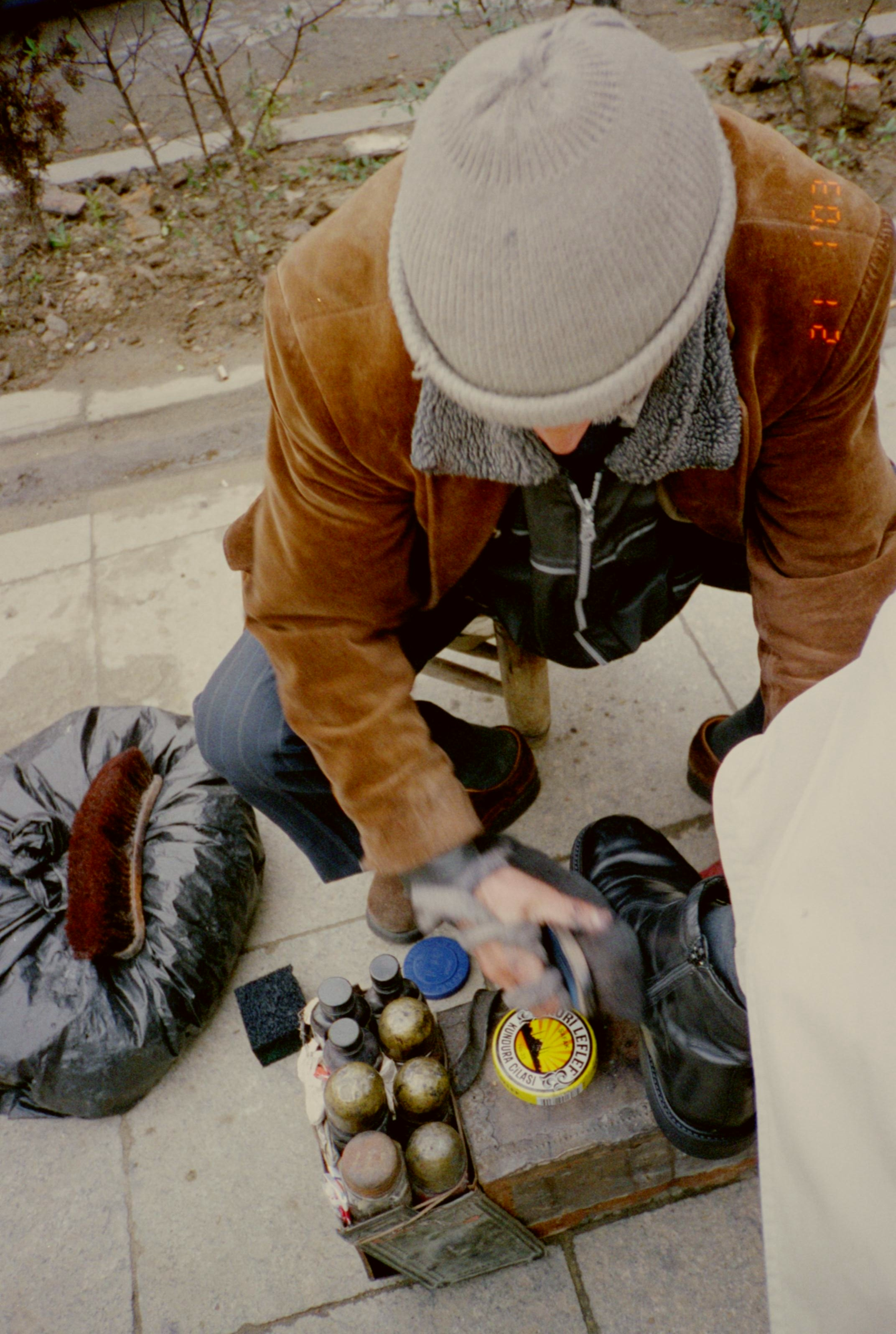
Schuhputzer in Istanbul (2003)
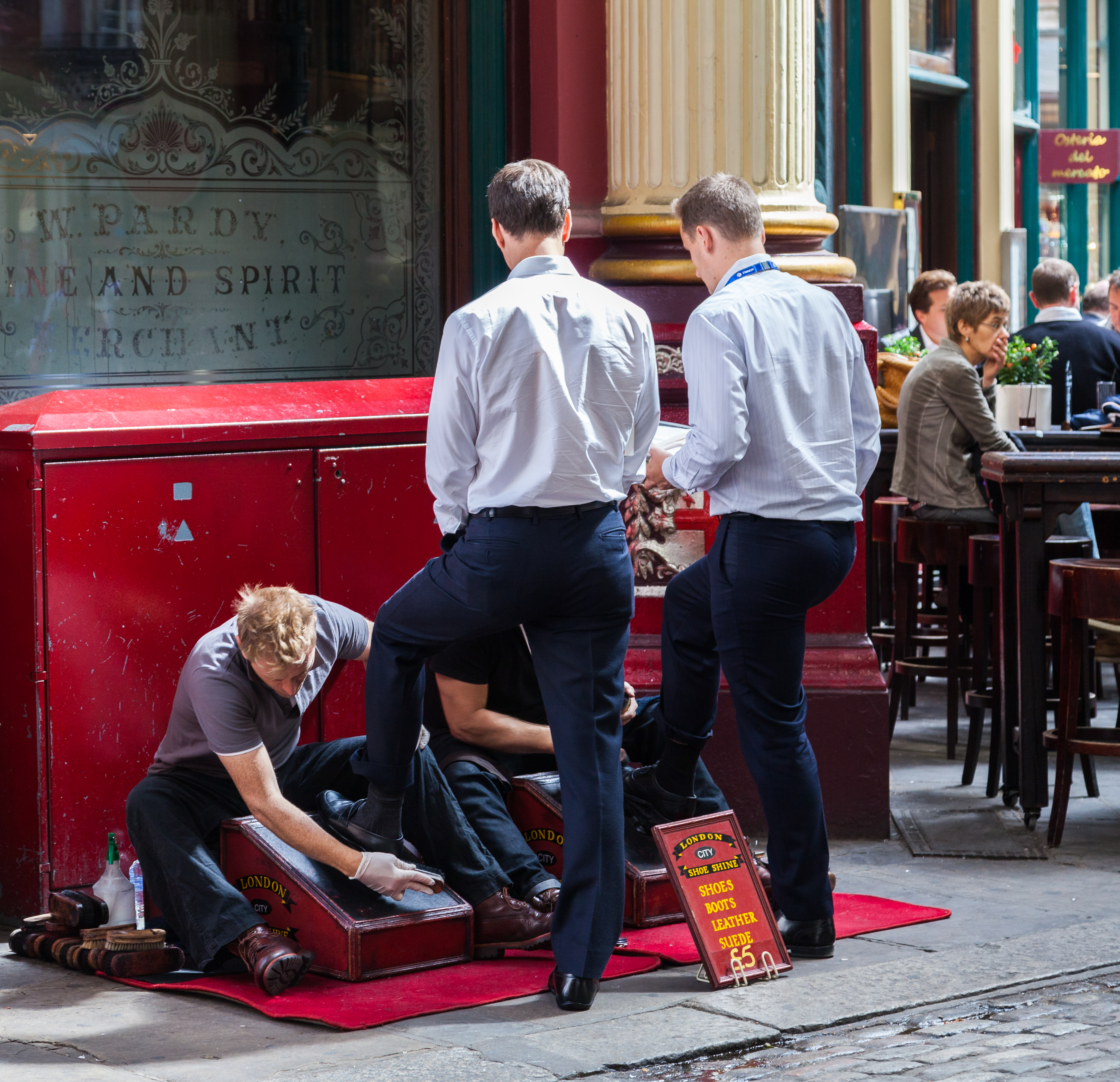
Schuhputzer in London (2014)
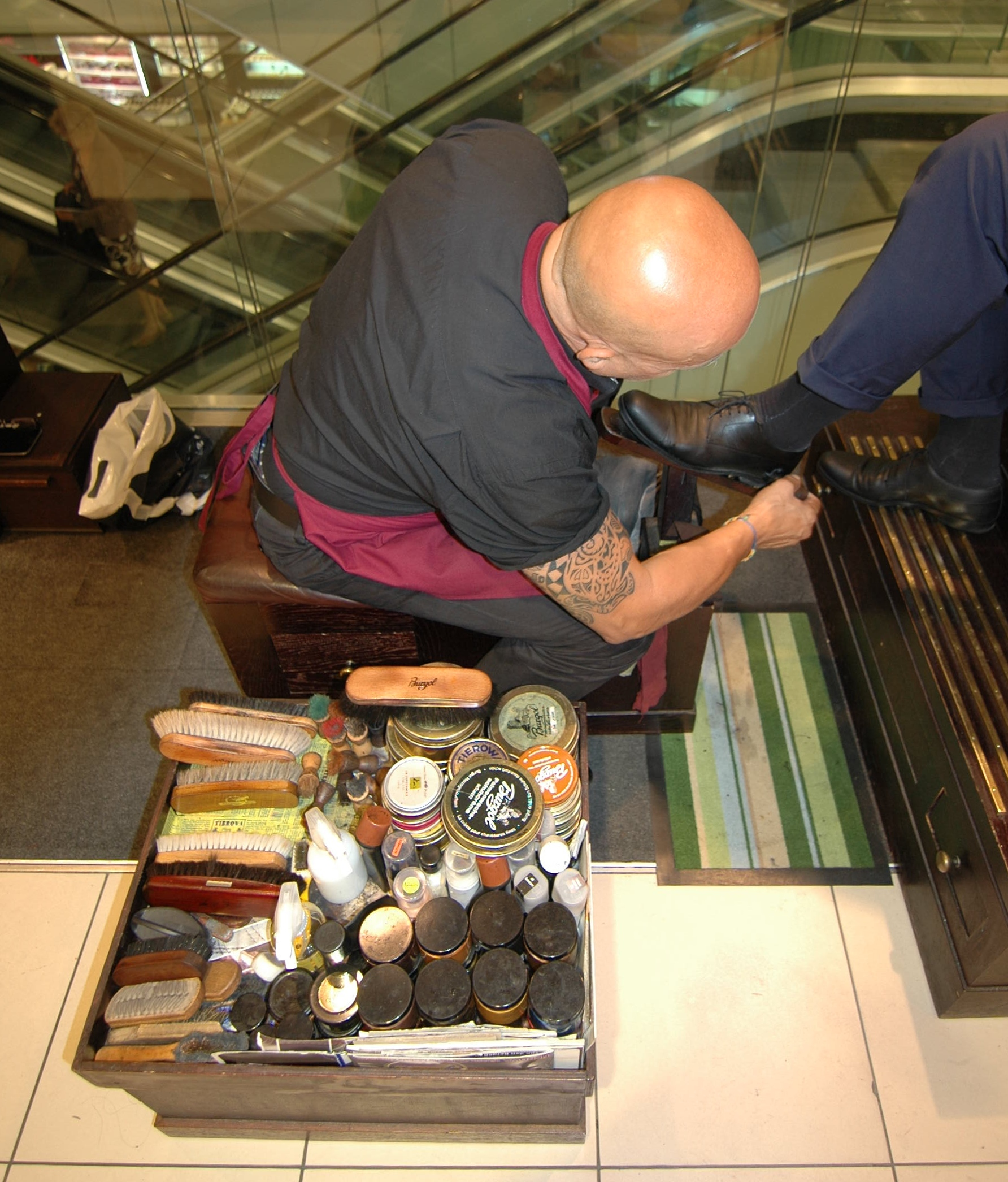
Schuhputzer im KaDeWe (2014)
- Schuhputzer in Japan (2016)